# Doxocopa callianira
Doxocopa callianira is een vlinder uit de familie van de Nymphalidae. De wetenschappelijke naam van de soort is voor het eerst geldig gepubliceerd in 1855 door Édouard Ménétries.